# Tętnica grzbietowa stopy
Tętnica grzbietowa stopy (łac. arteria dorsalis pedis) – w anatomii człowieka tętnica kończyny dolnej będąca końcową gałęzią tętnicy piszczelowej przedniej. Na tętnicy grzbietowej stopy można dokonać pomiaru tętna między I a II kością śródstopia. Stanowi również jedno z miejsc, do których zakładana jest linia tętnicza.

## Przebieg
Początek tętnicy znajduje się na poziomie troczka dolnego prostowników. Następnie biegnie ona powierzchownie i niemal równolegle do osi stopy aż do końca bliższego pierwszej przestrzeni międzykostnej śródstopia. Na końcu, na wysokości podstawy I kości śródstopia, rozdwaja się na tętnicę grzbietową I śródstopia i gałąź podeszwową głęboką.
W bezpośrednim sąsiedztwie tętnicy znajdują się:
- ścięgno prostownika długiego palucha
- ścięgno prostownika krótkiego palucha
- dwie żyły
- nerw strzałkowy głęboki

## Gałęzie
- tętnice przyśrodkowe stępu[1] (arteriae tarseae mediales)
- tętnica boczna stępu[1] (arteria tarsea lateralis)
- tętnica łukowata[4] (arteria arcuata)
- tętnica grzbietowa I śródstopia[5] (arteria metatarsea)
- gałąź podeszwowa głęboka[5] (ramus plantaris profundus)